# Andreas Vollenweider
Andreas Vollenweider (Zurigo, 4 ottobre 1953) è un arpista svizzero.
Inizia la sua carriera nel 1979 scoprendo l'arpa come strumento per esprimere la sua creatività; strumento che con il tempo modifica da tradizionale in arpa "elettro-acustica". Nel 1987 riceve il premio Grammy per il suo album Down to the Moon, a cui seguiranno altre due nomination ai Grammy Award.
È sposato con Beata Vollenweider, con cui ha due figli, Jonathan e Sebastian.
Sua è la musica del sottofondo del Meteo del TGR dal 2007, intitolata Under The Trees of Hope, udibile nelle edizioni in onda dopo il TG delle 14:00 e delle 19:30.
Ha collaborato con vari artisti internazionali quali Zucchero Fornaciari, Angelo Branduardi, Bobby McFerrin, Pavarotti, Carly Simon, Milton Nascimento.

## Discografia
1. Ein neues Lied . . . . Lyrik und Musik - Heinrich Heine [letteralmente, in italiano: "una nuova canzone"] (Vollenweider, Bardet, Valentini; 1976)
2. Poesie und musik - François Villon (Vollenweider, Bardet, Valentini; 1976)
3. Poesie und musik: Heinrich Heine: Ich kann nicht mehr die augen schliessen [letteralmente, in italiano: "non posso più chiudere gli occhi"] (Vollenweider, Bardet, Valentini; 1977)
4. Eine Art Suite in XIII Teilen (1979)
5. Behind the Garden - Behind the Wall - Under the Tree (album) (1981)
6. Caverna Magica (1983)
7. Pace Verde (musica per Greenpeace, 1983)
8. White Winds (Seeker's Journey) (1984)
9. Down to the Moon (1986)
10. Dancing with the Lion (1989)
11. Traumgarten (collaborazione con il padre, organista Hans Vollenweider, 1990)
12. The Trilogy (compilation da Behind the Gardens, Caverna Magica, White Winds and Pace Verde, con selezioni da Eine Art Suite, 1990)
13. Book of Roses (1991)
14. Eolian Minstrel (1993)
15. Andreas Vollenweider & Friends - Live 1982-1994 (1994)
16. NAmNS - N 50  (1995 - 1998) [New Age music and New Sounds Numero cinquanta] {selezione - compilation contenente le 2 musiche Caverna magica e Mandragora}
17. Kryptos (1997)
18. Cosmopoly (1999)
19. Moon Dance – Best (1981–96, Label: Zounds, rimasterizzato in digitale [tutte le tracce], 24 Karat Gold-CD, 2000)
20. The Essential (arrivato alla posizione numero 79 della classifica svizzera, 2000)
21. Vox (CD + DVD, 2004)
22. The Essential Andreas Vollenweider (compilation, 2005)
23. Magic Harp (compilation, CD + DVD, 2005)
24. The Storyteller (compilation, 2005)
25. The Magical Journeys of Andreas Vollenweider (colonna sonora dal DVD The Magical Journeys of Andreas Vollenweider, 2006)
26. Midnight Clear (2006, con Carly Simon)
27. Andreas Vollenweider and Friends: 25 years live, 1982–2007
28. AIR (2009, con Xavier Naidoo)
29. The Best of Andreas Vollenweider (2018)